# Isabella Bryld Obaze
Isabella Bryld Obaze (* 30. Oktober 2002 in Kolding) ist eine dänische Fußballspielerin. 2022 spielte sie erstmals in der dänischen Nationalmannschaft. Seit 2024 spielt sie für den Portland Thorns FC in der National Women’s Soccer League.

## Karriere

### Verein
Obaze startete ihre Karriere in ihrem Heimat-Ort bei KoldingQ. Mit 16 Jahren spielte sie erstmals in der ersten Liga, hatte aber am 21. November 2018 nur einen elfminütigen Kurzeinsatz und spielte weiterhin für die U18-Mannschaft. In der Saison 2019/20 kam sie dann schon zu 12 Einsätzen in der regulären Saison und vier in der Meisterrunde, wobei sie zumeist eingewechselt wurde. In der folgenden Saison wurde sie bei insgesamt 22 Einsätzen nur viermal eingewechselt. Sie wechselte aber im Januar 2021 zum Ligakonkurrenten und Neuling HB Køge und gewann mit diesem die Meisterschaft. Der Verein qualifizierte sich damit erstmals für die UEFA Women’s Champions League 2021/22, wo sie die Gruppenphase erreichten aber alle Spiele gegen den FC Barcelona, den Arsenal Women FC und die TSG 1899 Hoffenheim verloren. Obaze stand in den zwei Qualifikationsspielen und sechs Gruppenspielen in der Startelf und verpasste keine Minute. Auch bei der nächsten Meisterschaft war sie Stammspielerin. In der Qualifikation zur UEFA Women’s Champions League 2022/23 scheiterten sie aber an Juventus Turin.
Im Januar 2023 wechselte sie zum FC Rosengård, wo sie auch sofort Stammspielerin wurde. Mit den Schwedinnen qualifizierte sie sich für die Gruppenphase der UEFA Women’s Champions League 2023/24, wo sie in den ersten vier Spielen, die alle verloren wurden, eingesetzt wurde. In den letzten beiden konnte sie nicht mehr eingesetzt werden, da sie im Januar 2024 zum Portland Thorns FC wechselte, wo sie einen Vertrag bis 2026 mit Option für ein weiteres Jahr erhielt.

### Nationalmannschaft
Im Februar 2018 spielte sie erstmals für die dänische U-16-Mannschaft bei einem Turnier gegen England und Spanien. Im Juli folgten drei Spiele beim Open-Nordic-Cup, die gegen Finnland, die Niederlande und Schweden gewonnen wurden. Im Oktober nahm sie an der ersten Qualifikationsrunde in ihrer Heimat für die U-17-EM 2019 teil. Mit drei Siegen erreichten sie die Eliterunde. Bei dieser im März 2019 in Italien ausgetragenen Runde konnten die Däninnen sich für die Endrunde qualifizieren. Hier erreichten sie zwar im ersten Spiel ein torloses Remis gegen Titelverteidiger Spanien, nach einer 0:1-Niederlage gegen Portugal reichte der anschließende 2:0-Sieg gegen Bulgarien aber nicht um die K.-o.-Runde zu erreichen. Mit dem Spiel endete ihre Zeit in der U17. Es folgten zwei Testspiele mit der U19 gegen England und die Teilnahme an der ersten Qualifikationsrunde für die U-19-Fußball-Europameisterschaft der Frauen 2020, die sie zwar überstanden, die zweite Runde und die Endrunde wurden aber wegen der COVID-19-Pandemie abgesagt. Kurz vor der Absage kam sie im März 2020 noch bei drei Testspielen zum Einsatz.
Es folgte eine längere Länderspielpause. Nach dieser wurde sie beim Algarve-Cup 2022 bei der 0:1-Niederlage gegen Italien erstmals in der A-Nationalmannschaft eingesetzt. Dabei stand sie direkt in der Startelf, wurde aber in der 67. Minute ausgewechselt. Die Däninnen reisten aber nach dem Spiel ab, da sie drei positive Corona-Tests innerhalb der Mannschaft zu vermelden hatten. Im Februar und April 2023 kam sie dann in je zwei Testspielen der U23 gegen Finnland bzw. Island zum Einsatz. In der A-Nationalmannschaft wurde sie erst wieder bei den vier letzten Spielen der UEFA Women’s Nations League 2023/24 eingesetzt. Da die Däninnen die letzten beiden Spiele verloren, konnten sie nicht an den Spielen der Liga-A-Gruppensieger um die Olympia-Tickets teilnehmen.
In der erfolgreichen Qualifikation für die EM 2025 wurde sie nur in den ersten beiden Spielen im April 2024 eingesetzt. Nach der Qualifikation kam sie in drei Testspielen zum Einsatz und erzielte beim 5:0-Sieg gegen Südafrika ihr erstes Länderspieltor. In der UEFA Women’s Nations League 2025 kam sie im ersten und den beiden letzten Spielen zum Einsatz. Am 20. Juni wurde sie für die EM-Endrunde in der Schweiz nominiert. Sie kam dort aber nicht zum Einsatz als ihre Mannschaft nach drei Niederlagen ausschied.

## Erfolge
- 2020/21 und 2021/22: Dänische Meisterin